# المنظمة المشتركة لرابطات حقوق المرأة في بلدان الشمال الأوروبي
المنظمة المشتركة لرابطات حقوق المرأة في بلدان الشمال الأوروبي ((بالسويدية: Nordiska kvinnosaksföreningars samorganisation)‏ ؛ NKS) منظمة مظلة لحركة حقوق المرأة البرجوازية الليبرالية في بلدان الشمال الأوروبي. تأسست في ستوكهولم عام 1916.
تضمنت المنظمات الأعضاء جمعية فريدريكا بريمر، والمجلس الوطني للمرأة السويدية، والجمعية النرويجية لحقوق المرأة، وجمعية المرأة الدنماركية، وجمعية حقوق المرأة الأيسلندية.كانت المنظمات الأعضاء أيضا أعضاء إما في التحالف النسائي الدولي أو المجلس النسائي الدولي.
أصبحت المنظمة غير موجودة في الثمانينيات، لكن المنظمات الأعضاء السابقة الرئيسية ما زالت تتعاون من خلال التحالف النسائي الدولي أو المجلس الدولي للمرأة. تم تبني اللوائح في مؤتمر حقوق المرأة الاسكندنافية في ستوكهولم عام 1916 ونص على أن الجمعيات الوطنية لحقوق المرأة يمكن أن تصبح أعضاء. وقد استضافت جمعية فريدريكا بريمر أمانتها في ستوكهولم. 